# Cantó de Pont-sur-Yonne
El cantó de Pont-sur-Yonne és un cantó francès del departament del Yonne, situat al districte de Sens. Té 16 municipis i el cap és Pont-sur-Yonne.

## Municipis
- Chaumont
- Champigny
- Cuy
- Évry
- Gisy-les-Nobles
- Lixy
- Michery
- Pont-sur-Yonne
- Saint-Agnan
- Saint-Sérotin
- Villeblevin
- Villemanoche
- Villenavotte
- Villeneuve-la-Guyard
- Villeperrot
- Villethierry

## Història
| Data d'elecció                           | Identitat          | Partit                      | Qualitat |
| ---------------------------------------- | ------------------ | --------------------------- | -------- |
| 1949-1955                                | M. Cornu           | PPUS                        |          |
| 1955-1973                                | Maurice Brisson    | SFIO, després Divers gauche |          |
| 1973-1998                                | Roger Lassale      | PS                          |          |
| 1998-2009                                | Christian Brière   | PS                          |          |
| 2009-                                    | Dominique Bourreau | PS                          |          |
| les dades anteriors no són pas conegudes |                    |                             |          |
|                                          |                    |                             |          |

## Demografia
| A partir de 1990: Població sense dobles comptes |